# Civrac-en-Médoc
 Civrac-en-Médoc  là một xã thuộc tỉnh Gironde trong vùng Nouvelle-Aquitaine tây nam nước Pháp.